# سهراب هادی
سهراب هادی (متولد سال ۱۳۳۶)، نقاش و گرافیست ایرانی و مدیر انتشارات دفتر نشر آثار امام خمینی است.

## برق‌گرفتگی
سهراب هادی روز پنج‌شنبه ۲۱ اردیبهشت ۱۳۹۱ در منزلش دچار برق‌گرفتگی شد. او از ناحیه هر دو دست آسیب دید و چند انگشت خود را نیز از دست داد. علی خمینی در بیمارستان از او عیادت کرد.